# Adrien Goetz
Pour les articles homonymes, voir Goetz.
Adrien Goetz, né le 10 février 1966 à Caen, est un historien de l'art et romancier français.
Auteur de plusieurs romans liés à l'histoire de l'art, il est maître de conférences à Sorbonne Université, membre de l'Académie des beaux-arts et directeur de la bibliothèque Marmottan.

## Carrière universitaire
Après une formation au lycée Malherbe de Caen en Normandie et au lycée Louis-le-Grand à Paris, il a été élève à l'École normale supérieure (promotion L 1986) où il a obtenu l'agrégation d'histoire. Il est pensionnaire à la Bibliothèque nationale de France où il travaille sur les éditeurs et imprimeurs d’estampes à Paris sous l’Empire et la Restauration (1800-1830), dans les collections du département des Estampes.
Après une thèse de doctorat d'histoire de l'art portant sur la période romantique, il est aujourd'hui maître de conférences à l'université Paris-Sorbonne, rattaché au Centre André-Chastel, où il participe à l'équipe de recherches sur l'art XVIe – XIXe siècle André-Félibien. Il donne aussi des cours d'histoire de l'art à l’École nationale des chartes.
Il a également étudié à l'École normale supérieure de Pise, en Italie.
Ses travaux d'historien de l'art l'ont conduit à s'intéresser à Ingres (il a notamment publié en 2006 Ingres Collages, un essai accompagnant une exposition dont il a été le commissaire au musée Ingres de Montauban et au musée des Beaux-Arts de Strasbourg), mais aussi à Honoré de Balzac, dont il a préfacé et commenté le roman sur l'art, Le Chef-d'œuvre inconnu.

## Carrière littéraire
Son premier roman, Webcam (2003), a pour héros un artiste contemporain imaginaire, qui rappelait un peu la figure de Balthus.
Son deuxième roman, La Dormeuse de Naples (2004), a reçu le prix des Deux Magots et le prix Roger-Nimier.
La Dormeuse de Naples raconte les aventures imaginaires d'un authentique chef-d'œuvre perdu par Ingres en 1815, le pendant de la Grande Odalisque du Louvre, à travers le monde des ateliers des peintres du XIXe siècle à Paris, à Naples et à Rome.
Son troisième roman, Une petite légende dorée (2005), se passe à notre époque, entre l'université Yale, Washington, l'Italie, et l'Europe centrale. C'est encore une fois une aventure artistique puisque le personnage principal, Carlo, cherche à reconstituer un tableau de la Renaissance siennoise dont les fragments sont dispersés à travers le monde.
Son quatrième roman, À bas la nuit ! (2006), est l'histoire d'une collection privée imaginaire léguée, par une richissime excentrique qui ressemble beaucoup à Peggy Guggenheim, à un jeune garçon très doué et très mystérieux, sorte de Gatsby issu du monde des banlieues.
Dans Intrigue à l'anglaise (2007, prix Arsène-Lupin), c'est une jeune conservatrice du patrimoine qui tente de percer les mystères des trois mètres qui manquent à la célèbre tapisserie de Bayeux. On retrouve Pénélope et Wandrille, les protagonistes d’Intrigue à l’anglaise, dans Intrigue à Versailles, paru en avril 2009, puis dans Intrigue à Venise (mars 2012) et Intrigue à Giverny (mars 2014).
En 2007, l'Académie française lui a décerné le prix François-Victor-Noury pour l'ensemble de son œuvre.
Cinq de ses ouvrages ont été traduits en quatre langues étrangères, dont l'italien, le portugais, et l'anglais.
Il collabore à divers titres de presse dans le domaine artistique. Longtemps chroniqueur pour la revue L’Œil et dans Zurban, hebdomadaire de la vie culturelle parisienne, il écrit aujourd'hui dans les colonnes de Beaux-Arts Magazine. Il est, depuis 2007, le rédacteur en chef de Grande Galerie le Journal du Louvre. Depuis 2008, sa chronique Les Arts et vous, consacrée aux expositions, paraît dans Le Figaro du lundi.
Il a mené, en parallèle, des activités bénévoles au sein de Patrimoine sans frontières, organisation non gouvernementale humanitaire dont il a été le secrétaire général et le vice-président jusqu'en 2009. La mission de cette ONG est de défendre le patrimoine en déshérence et de l'inscrire dans un contexte de développement local durable. L'association agit dans de nombreux pays, tels le Liban, le Cameroun, l’Albanie ou le Kosovo.

## Membre de l'Académie des beaux-arts
Le 17 mai 2017, il est élu membre de l'Académie des beaux-arts, dans la section des membres libres, succédant à Pierre Dehaye, mort en 2008. Il est reçu sous la Coupole par Hugues Gall le 5 décembre 2018, et prononce à cette occasion l'éloge de son prédécesseur.
En octobre 2020, il est élu directeur de la bibliothèque Marmottan, située à Boulogne-Billancourt, et s’attache depuis à lui donner un nouvel élan en l’inscrivant dans le réseau des résidences d’artistes de l’Académie des beaux-arts.

## Œuvres

### Romans
- Adrien Goetz, Webcam, Paris, Le Passage, 5 mars 2003, 273 p., 18 cm (ISBN 2-84742-024-X, BNF 38996465)
  - Adrien Goetz, Webcam, Paris, Points, coll. « Points » (no P1512), septembre 2006, 235 p., 18 cm (ISBN 2-7578-0087-6, BNF 40246920)
- Adrien Goetz, La Dormeuse de Naples, Paris, Le Passage, 2004, 117 p., 18 cm (ISBN 2-84742-041-X, BNF 39144116)Prix des Deux Magots, 2004 ; Prix Roger-Nimier, ex-aequo, 2004.
  - Adrien Goetz, La Dormeuse de Naples, Paris, Éditions du Seuil, coll. « Points » (no 1290), 7 janvier 2005, 117 p., 18 cm (ISBN 2-02-068418-7, BNF 39909878)La réimpression de cette édition de poche, en 2007, sous le nouveau nom d'éditeur « Éditions Points », comporte un nouvel identifiant :  (ISBN 978-2-02-094778-7).
- Adrien Goetz, Une petite légende dorée, Paris, Le Passage, 7 janvier 2005, 152 p., 18 cm (ISBN 2-84742-068-1, BNF 39906826)
- Adrien Goetz, À bas la nuit !, Paris, Grasset, 12 avril 2006, 265 p., 21 cm (ISBN 2-246-70381-6, BNF 40145631)
  - Adrien Goetz, À bas la nuit !, Paris, Librairie générale française, coll. « Le Livre de poche » (no 31284), avril 2009, 182 p., 18 cm (ISBN 978-2-253-12341-5, BNF 41487761)
- Adrien Goetz, Le Coiffeur de Chateaubriand, Paris, Grasset, 2010, 173 p., 19 cm (ISBN 978-2-246-76021-4, BNF 42152087)
  - Adrien Goetz, Le Coiffeur de Chateaubriand, Paris, Librairie générale française, coll. « Le Livre de poche » (no 32228), juin 2011, 173 p., 18 cm (ISBN 978-2-253-15758-8, BNF 42570000)
- La Nouvelle Vie d’Arsène Lupin, Paris, Éditions Grasset et Fasquelle, 2015, 306 p.  (ISBN 978-2-246-85571-2)
- Les Oiseaux de Christophe Colomb, Paris, Éditions Gallimard, coll. « Hors série littérature », 2016, 96 p.  (ISBN 978-2-07-018000-4)
- Adrien Goetz, Villa Kérylos, Paris, Grasset, 29 mars 2017, 313 p., 21 cm (ISBN 978-2-246-85573-6, BNF 45250421)

Série « Les Enquêtes de Pénélope »
- Adrien Goetz, Intrigue à l'anglaise, Paris, Grasset, 4 avril 2007, 335 p., 21 cm (ISBN 978-2-246-72391-2, BNF 41011986)
  - Adrien Goetz, Intrigue à l'anglaise, Paris, Librairie générale française, coll. « Le Livre de poche » (no 31061), 27 août 2008, 314 p., 18 cm (ISBN 978-2-253-12342-2, BNF 41425242)
- Adrien Goetz, Intrigue à Versailles, Paris, Grasset, avril 2009, 408 p., 21 cm (ISBN 978-2-246-73001-9, BNF 41453161)
  - Adrien Goetz, Intrigue à Versailles, Paris, Librairie générale française, coll. « Le Livre de poche » (no 31709), 10 mars 2010, 408 p., 18 cm (ISBN 978-2-253-12984-4, BNF 42163660)
- Adrien Goetz, Intrigue à Venise, Paris, Grasset, 7 mars 2012, 313 p., 21 cm (ISBN 978-2-246-77971-1, BNF 42622710)
  - Adrien Goetz, Intrigue à Venise, Paris, Librairie générale française, coll. « Le Livre de poche » (no 32881), 27 février 2013, 307 p., 18 cm (ISBN 978-2-253-17342-7, BNF 43609507)
- Adrien Goetz, Intrigue à Giverny, Paris, Grasset, 2 avril 2014, 304 p., 21 cm (ISBN 978-2-246-80435-2)
  - Adrien Goetz, Intrigue à Giverny, Paris, Librairie générale française, coll. « Le Livre de poche » (no 33704), 2015, 305 p., 18 cm  (ISBN 978-2-253-18275-7)
- Adrien Goetz, Intrigue en Égypte, Paris, Grasset, 7 octobre 2020, 296 p., 21 cm (ISBN 978-2-246-86325-0)
  - Adrien Goetz, Intrigue en Égypte, Paris, Librairie générale française, coll. « Le Livre de poche » (no 36713), 2023, 301 p., 18 cm (ISBN 978-2-253-07875-3)
- Adrien Goetz, Intrigue à Brégançon, Paris, Grasset, 12 avril 2023, 240 p., 21 cm  (ISBN 9782246831310).

### Art
Thèse de doctorat en histoire de l'art
- Adrien Goetz, L'Artiste, une revue de combat des années romantiques (1831-1848), Paris, Adrien Goetz, 1998, 208 p., 30 cm (BNF 39076638)Communication, à la Bibliothèque nationale de France, sur autorisation de l'auteur.

Ouvrages divers
- Adrien Goetz (préf. Jean-Jacques Aillagon), La Grande Galerie des peintures : itinéraires dans les collections : Musée du Louvre, Musée d'Orsay, Centre Pompidou-Musée national d'art moderne, Paris, Centre Georges-Pompidou et Musée du Louvre, 19 mars 2003, 227 p., 24 cm (ISBN 2-84426-151-5 et 2-901785-38-7, BNF 38987149)
- Adrien Goetz (texte) et Erich Lessing (photographies) (préf. Henri Loyrette, président directeur du musée du Louvre), Au Louvre, Les arts face à face, Paris, Hazan et Musée du Louvre, 22 octobre 2003, 280 p., 31 cm (ISBN 2-85025-899-7 et 2-901785-58-1, BNF 39081269)
- Adrien Goetz, Marie-Antoinette, Paris, Assouline, coll. « Mémoire de l'histoire », 2 novembre 2005, 79 p., 23 cm (ISBN 2-84323-752-1, BNF 40090370)Titre de couverture : « Le style Marie-Antoinette ».
- Adrien Goetz (préf. Florence Viguier), Ingres, collages : dessins d'Ingres du Musée de Montauban, Paris et Montauban, Le Passage et Musée Ingres, 2 décembre 2005, 157 p., 24 cm (ISBN 2-84742-080-0, BNF 40107624)Publication réalisée à l'occasion de l'exposition présentée du 16 décembre 2005 au 2 avril 2006 au Musée Ingres. Prix du livre d’art du Syndicat national des antiquaires[4].
- Adrien Goetz, L'Atelier de Cézanne, Paris, Hazan, 28 juin 2006, 143 p., 28 cm (ISBN 2-7541-0034-2, BNF 40198439)
- Adrien Goetz (texte) et Karen Knorr (illustrations et photographies), Le Soliloque de l'empailleur, Paris, Gallimard, coll. « Le cabinet des lettrés / Le promeneur », décembre 2007, 47 p., 17 cmPublication accompagnant l'exposition « Fables », de Karen Knorr, du 15 janvier au 11 mai 2008, au Musée de la chasse et de la nature.
- Adrien Goetz et Claudette Joannis, Bijoux, Paris, Musée du Louvre et Flammarion, coll. « Carnets du Louvre », 22 octobre 2008, 79 p., 20 cm (ISBN 978-2-08-120894-0, BNF 41367095)
- Adrien Goetz, Comment regarder Renoir, Paris, Hazan, coll. « Guide des arts : clefs et repères », 16 septembre 2009, 383 p., 20 cm (ISBN 978-2-85025-997-5, BNF 42072613)
- Adrien Goetz, Monet à Giverny, éditions Claude Monet Giverny, 2015.
- Adrien Goetz, Résidences présidentielles, Flammarion, 2021.
- Adrien Goetz, Dictionnaire amoureux de la Toscane, Plon, 2023.
- Adrien Goetz, Mes musées en liberté, 120 promenades artistiques en France, Grasset, 2024.

Direction d'ouvrages
- [collectif], Adrien Goetz (dir.) et Bruno Foucart (introduction) (préf. Frédéric Mitterrand), 100 monuments, 100 écrivains : histoires de France, Paris, Éd. du Patrimoine (Centre des monuments nationaux), 3 décembre 2009, 485 p., 31 cm (ISBN 978-2-7577-0057-0, BNF 42107938)

## Distinctions
- 2004 : Prix des Deux Magots et prix Roger-Nimier pour La Dormeuse de Naples
- 2007 : Prix François-Victor-Noury de l'Académie française pour l'ensemble de son œuvre.

## Décorations

### Décorations françaises
Le 15 mai 2006, Adrien Goetz est nommé au grade de chevalier dans l'ordre national du Mérite au titre de « historien d'art ; 15 ans d'activités littéraires, de services civils et militaires » puis au grade de chevalier dans l'ordre national de la Légion d'honneur le 6 avril 2012 au titre de « écrivain, historien d'art, maître de conférences à l'université Paris-IV-Sorbonne ; 21 ans de services ».
Le 14 juillet 2104, il est nommé au grade de commandeur de l'ordre des Arts et des Lettres.
Il est titulaire de la médaille de la Défense nationale, échelon bronze.[réf. nécessaire]

### Décorations étrangères
En 2020, il est fait chevalier de l'ordre du Mérite culturel (Monaco).